# Xocotépetl
Xocotépetl (från nahuatl: Xocotepētl, vilket betyder ungefär berg med frukter), ibland benämnd Jocotitlán, är en aktiv stratovulkan i kommunerna Atlacomulco, Jocotitlán och Morelos i de västra delarna av delstaten Mexiko i Mexiko. Berget är 3 952 meter meter över havet och reser sig cirka 1 200 meter över omgivande terräng. 
Berget är öppet för allmänheten att bestiga, och på toppen av vulkanen finns till och med möjligheter att flyga med segelflygplan. På toppen finns också ett forskningscentrum som övervakar vulkanens aktivitet.
Vulkanens senaste utbrott var på 1300–talet.

## Bildgalleri

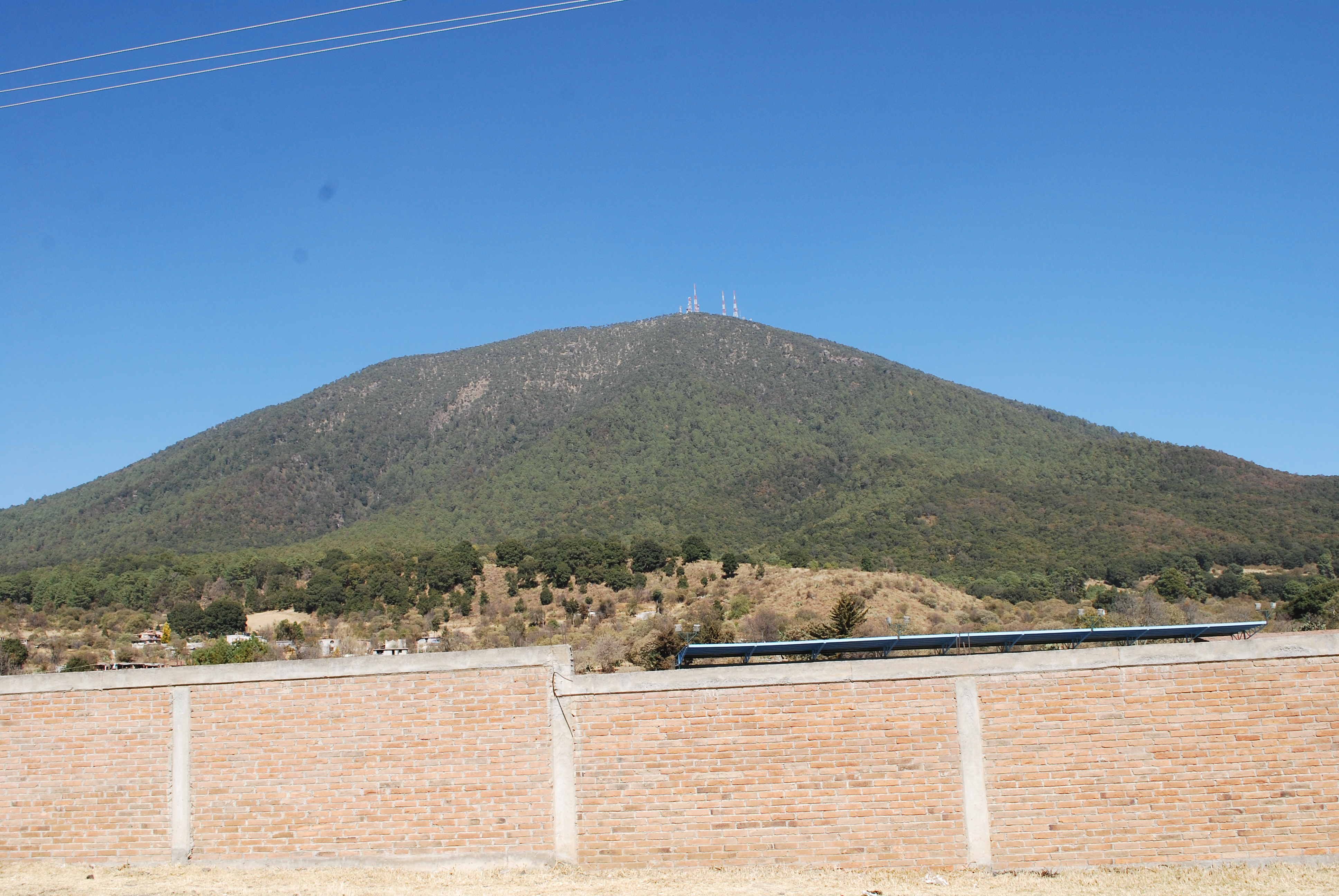
Xocotépetl.
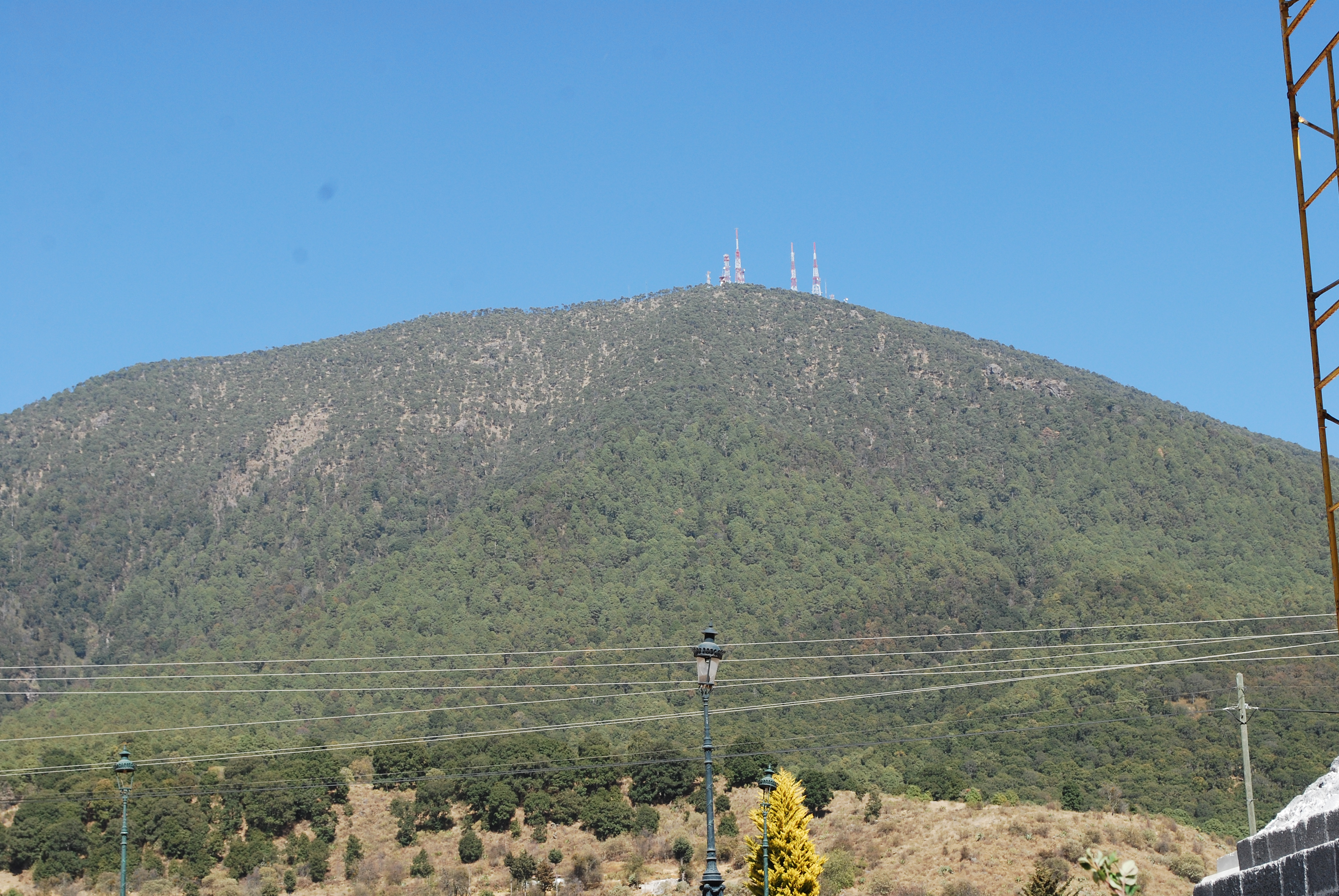
Xocotépetl.
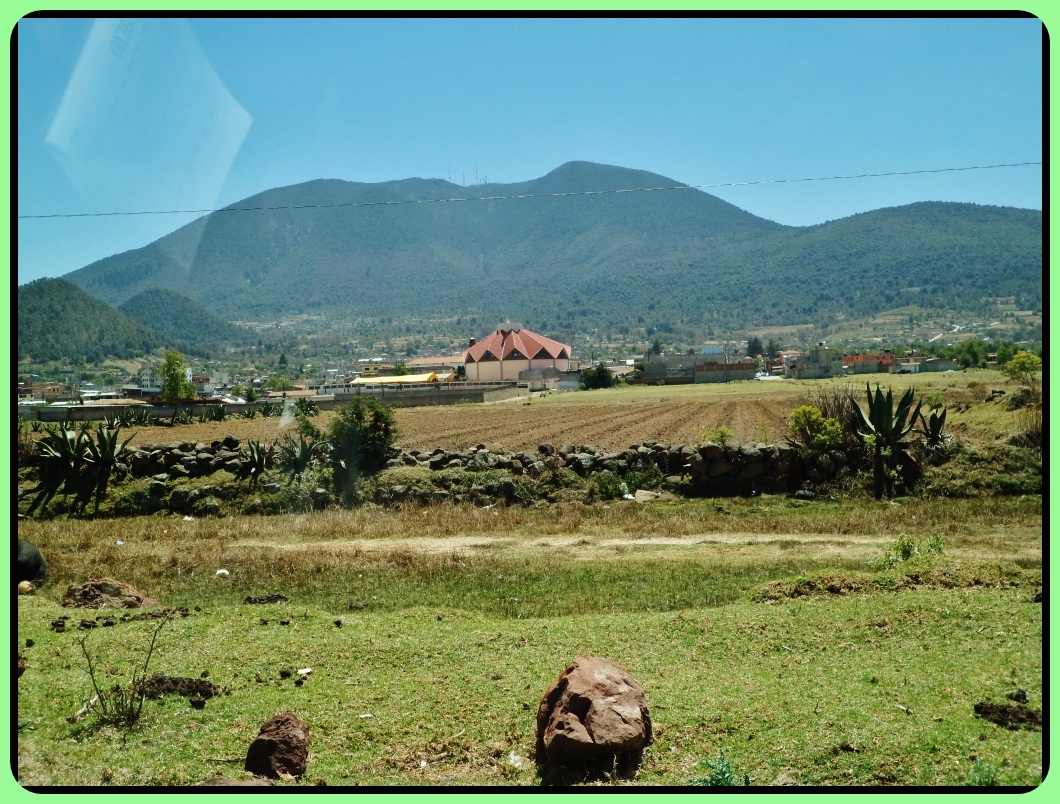
Med staden Santiago Acutzilapan i förgrunden.